# Alexis Apokaukos
Alexis Apokaukos (grec : Ἀλέξιος Ἀπόκαυκος) (mort le 11 juin 1345) est mégaduc et dignitaire de l'empereur byzantin Andronic III Paléologue, puis principal ministre d'Anne de Savoie, régente de Jean V Paléologue.

## Biographie

### Origine et carrière dans l’empire
Alexis est d'origine humble. Il est né à la fin du XIIIe siècle en Bithynie. Néanmoins, il étudie sous la direction de l'érudit Théodore Hyrtakénos (en) et il devient fonctionnaire fiscal. En 1320, il est à la tête de l'exploitation de marais salants et, de là, il grimpe jusqu'à la position de domestique des thèmes d'Occident. En 1321, il continue sa progression dans la hiérarchie puisqu'il est nommé parakoimomène (chambellan). De par cette position, il est d'une grande utilité pour Jean Cantacuzène qui l'incorpore dans sa conspiration avec Syrgiannès Paléologue et le protostrator Théodore Synadénos, dans l'objectif de renverser Andronic II Paléologue au profit de son petit-fils Andronic III Paléologue,. Confronté à la menace d'une guerre civile, l'empereur cède la Thrace et des portions de la Macédoine à son petit-fils. Quand Andronic III devient seul empereur en 1328, son proche ami Cantacuzène devient son principal ministre. Dans le même temps, Alexis Apokaukos est récompensé en obtenant le poste de secrétaire impérial (mésazon), autrefois détenu par Jean Cantacuzène. En outre, il est aussi chargé des finances impériales. De telles positions lui permettent d'amasser une importante fortune personnelle qu'il utilise pour se construire un refuge personnel sous la forme d'une tour fortifiée à Epibatai, à proximité de Selymbria, sur la côte de la mer de Marmara. Au début de l'année 1341, peu après la mort d'Andronic, il obtient le titre très élevé de mégaduc, qui lui donne toute autorité sur la marine byzantine. Il rééquipe alors la flotte, puisant dans ses propres ressources une somme de 100 000 hyperpères.

### La guerre civile

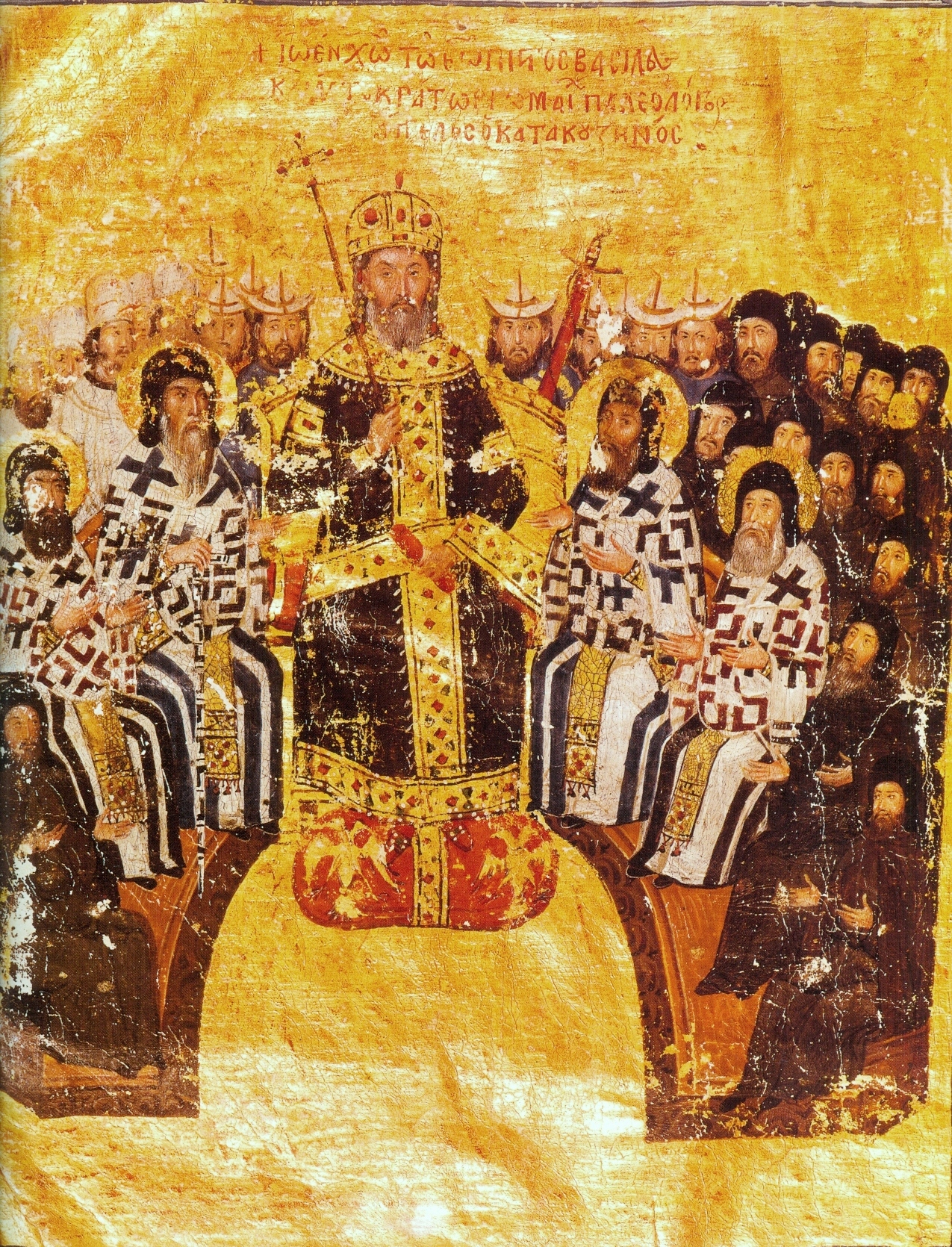
Jean VI Cantacuzène, le mentor d'Alexis Apokaukos, qui finit par faire face aux ambitions de son protégé.

À la mort d'Andronic, deux factions émergent au sein de la cour impériale. Les partisans de Cantacuzène sont principalement des dignitaires provinciaux venant de Macédoine et de Thrace. En face de lui, ses opposants sont surtout dirigés par le patriarche Jean XIV Kalékas, qui obtient le soutien de la veuve d'Andronic, Jeanne de Savoie. Jean Cantacuzène ne réclame pas le trône pour lui-même, mais il revendique la régence. Il appuie sa légitimité sur sa proximité avec l'empereur décédé et sur le soutien des soldats de la capitale. Toutefois, sa position est fragilisée par l'appui qu'Apokaukos procure au camp du patriarche. Jean Cantacuzène relate qu'Apokaukos a fait pression sur lui pour qu'il s'empare directement du trône, espérant par-là progresser encore dans la hiérarchie. C'est après son refus qu'Alexis Apokaukos décide de changer de camp,. Dès que Cantacuzène quitte Constantinople en juillet 1341 pour faire campagne contre les ennemis de l'Empire, Apokaukos lance les premières opérations. Alors que son rôle en tant que commandant de la flotte impériale est de garder le passage des Dardanelles contre toute incursion des Turcs, il les autorise à pénétrer en Thrace pour la piller et la désorganiser. Il tente aussi de prendre en otage le jeune Jean V mais il est contraint de fuir dans son repaire d'Epibatai. Toutefois, quand Cantacuzène revient victorieux vers la capitale, il décide de pardonner à Alexis Apokaukos, malgré les avis contraires de ses amis. Alexis fait preuve d'un déploiement exagéré de déférence à l'encontre de Cantacuzène. Ce dernier lui permet de reprendre ses fonctions et de revenir à Constantinople alors qu'il s'apprête à repartir en campagne.
Toutefois, une fois de retour à Constantinople, Alexis Apokaukos et le patriarche s'emparent du pouvoir. La famille et les amis de Jean Cantacuzène sont emprisonnés et Théodora, la mère de Jean, meurt en prison. Le patriarche est nommé comme régent tandis qu'Anne nomme Apokaukos éparque (préfet urbain) de Constantinople.
Cantacuzène répond en se proclamant lui-même empereur à Didymotique en octobre 1341 tandis que ses opposants couronnent Jean V en novembre. Ces deux couronnements consacrent la division de l'Empire en deux camps, ce qui déclenche une guerre civile qui implique l'Empire byzantin et ses voisins de 1347 à la victoire de Cantacuzène. Cette guerre dévaste les dernières possessions impériales et engendre une profonde division dans la société byzantine. L'aristocratie et les classes de propriétaires soutiennent généralement Cantacuzène tandis que les classes moyennes et populaires, principalement urbaines, mais aussi les marchands, soutiennent Apokaukos et la régence. De ce fait, ce qui commence comme un conflit dynastique se transforme donc en une guerre civile avec une dimension sociale primordiale. Au cours de la guerre, la propagande d’Alexis Apokaukos caricature une aristocratie opulente, incarnée par Jean Cantacuzène, qui serait complètement indifférente au sort du peuple. En outre, le conflit acquiert une dimension religieuse puisque la controverse de l'hésychasme divise les Byzantins et, en dépit de quelques exceptions, les partisans de l'hésychasme soutiennent Cantacuzène.
Quelques jours après le couronnement de Cantacuzène, les habitants d'Andrinople se rebellent contre l'aristocratie et soutiennent la régence. Alexis envoie son plus jeune fils, Manuel Apokaukos, pour servir comme gouverneur de la ville. De même, en 1342, Thessalonique (deuxième ville de l'Empire) est prise par un groupe connu sous le nom de Zélotes. Ils sont animés par des convictions hostiles à l'aristocratie, ce qui les amène à s'opposer au parti de Cantacuzène et à obtenir le soutien de la régence. Alexis Apokaukos vient les soutenir à la tête d'une flotte de soixante-dix navires et il nomme son fils aîné, Jean Apokaukos, comme gouverneur de la ville, bien que son autorité reste purement nominale.
Durant les premières années de la guerre, les événements sont en faveur de la régence, jusqu'à l'été 1342. À cette date, Cantacuzène est contraint de fuir à la cour de Stefan Uroš IV Dušan, le roi de Serbie. Toutefois, à partir de 1343, Cantacuzène bénéficie de l'aide de son allié Umur Bey, ce qui lui permet de renverser la situation. Grâce au soutien de Stefan Dušan, il reprend la plus grande partie de la Macédoine et, s'il échoue à reconquérir Thessalonique, ses alliés turcs récupèrent la vieille forteresse de Didymotique en Thrace. Progressivement, les partisans d'Apokaukos l'abandonnent, y compris son fils Manuel, qui déserte son poste de gouverneur d'Andrinople pour rejoindre Jean Cantacuzène.
Au début de l'année 1345, Apokaukos et Kalékas rejettent les offres de conciliation de deux moines franciscains. Alexis, tentant de renforcer son pouvoir vacillant, lance une série d'interdictions dans la capitale et ordonne la construction d'une nouvelle prison pour y enfermer les opposants. Le 11 juin 1345, il décide soudainement de l'inspecter sans être accompagné de ses gardes du corps. Rapidement, les prisonniers se soulèvent et parviennent à le lyncher. Sa tête est tranchée et exposée sur une pique. Les prisonniers espèrent qu'en ayant éliminé Alexis, dont la popularité a décru, ils seraient récompensés par l'impératrice Jeanne. Toutefois, celle-ci est profondément choquée et consternée par la perte de son principal ministre. Elle ordonne aux partisans d'Apokaukos, rejoints par les Gasmules, de venger leur chef. Tous les prisonniers (autour de deux cents) sont massacrés, y compris ceux qui tentent de trouver refuge dans un monastère voisin,. Bien que la mort d'Apokaukos n'entraîne pas immédiatement la chute de la régence, elle élimine de la guerre civile l'un de ses protagonistes, ce qui débouche sur des tensions et des défections au sein du camp de la régence. Finalement, la guerre prend fin avec l'entrée de Cantacuzène à Constantinople le 3 février 1347.

### Famille
Alexis Apokaukos a deux frères, Jean et Nicéphore, dont on sait très peu de choses. Alexis s'est marié deux fois. Sa première femme est la fille d'un prêtre de Sainte-Sophie appelé Dishypatos et sa deuxième femme est la cousine du grand stratopédarque Georges Choumnos. Il a eu trois enfants de son premier mariage et deux de son second :
- Jean Apokaukos, megas primikerios et gouverneur de Thessalonique, tué en 1345[27] ;
- Manuel Apokaukos, gouverneur d'Andrinople et qui rejoint le camp de Jean Cantacuzène en 1344[28] ;
- Une fille anonyme, mariée d'abord au protostrator Andronic Paléologue. Après que celui-ci meurt noyé en 1344, elle se remarie avec le sébastocrator Jean Asan[1] ;
- Une fille anonyme, mariée au fils du patriarche Jean Kalékas ;
- Une fille anonyme, mariée au fils de l'une des servantes latines de l'impératrice Jeanne.

L'un de ses deux fils se marie à une fille de Jean Vatatzès.

## Historiographie
Du fait de ses origines relativement modestes, Alexis Apokaukos fait face à la méfiance de l'aristocratie héréditaire qui domine le gouvernement de l'Empire. Les récits de la guerre civile, que sont les Mémoires de Jean Cantacuzène et l'histoire de Nicéphore Grégoras, présentent des partis pris en faveur de l'aristocratie. De ce fait, ils dressent un portrait négatif d'Alexis Apokaukos, qui a été repris par la plupart des historiens modernes. Toutefois, Eva de Vries-Van de Velden défend une opinion dissidente. Elle estime que l'image d'Apokaukos comme protégé ingrat de Cantacuzène et continuel comploteur, responsable de l'éclatement de la guerre civile, n'est pas justifiée. Elle est largement le résultat de la propagande biaisée de Cantacuzène et de Grégoras. Toutefois, elle reconnaît qu'Apokaukos est le plus redoutable adversaire de Jean Cantacuzène durant la guerre et qu'il instaure un régime autoritaire après 1343. Selon l'historienne Angeliki Laiou, Apokaukos peut aussi être vu comme la figure centrale du changement radical de la nature et de la direction de l'État byzantin. À la place d'un empire rural, reposant sur une aristocratie terrienne, il semble avoir promu un empire commerçant, maritime, proche du modèle qui se développe alors en Occident, prenant l'exemple des républiques maritimes italiennes.